# Dakka marrakchia
Pour les articles homonymes, voir Dakka.

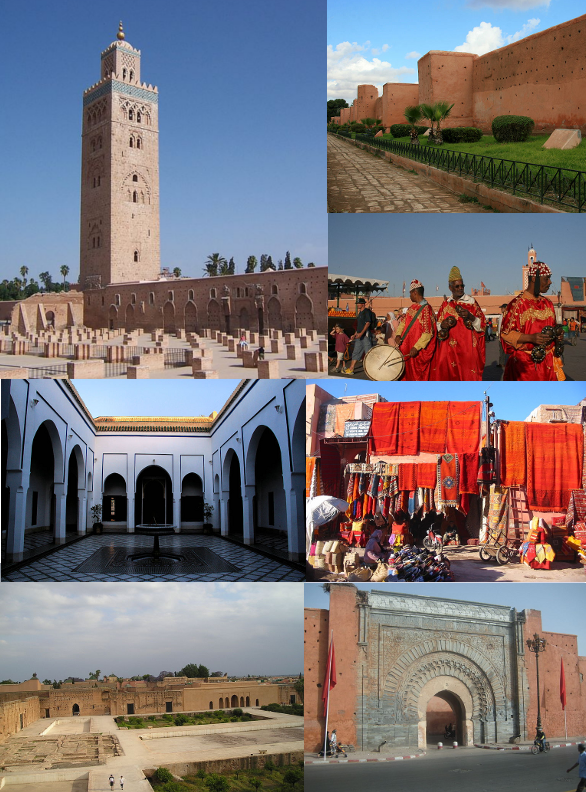
Marrakech

La dakka marrakchia ou dakka marrékchoise (ou plus simplement dakka), est une forme musicale rituelle et folklorique marocaine, typique de la ville de Marrakech,.
C'est un art situé à cheval entre l’incantation religieuse et la transe africaine la plus frénétique. Certains le placent sous le signe d’une confrérie religieuse. Autrement dit, loin d’être un art profane, la deqqa lmarrakchia revêt un caractère sacré, à savoir une musique mystique.

## Étymologie
Étymologiquement parlant, le terme deqqa est dérivé du verbe arabe (dakka), (yadokko). On peut dire que le mot deqqa entretient une relation étroite avec l’action du frappement. Autrement dit, c’est sur l’action du frappement ou du battement sur des instruments de musique à percussion que superpose cette nomination du genre folklorique deqqa.

## Soufisme
Le soufisme, d’une façon générale, est le fait de professer et de pratiquer des rites d’entraînement spirituel relevant de l’expérience mystique axée sur l’introspection, l’éducation de l’âme (le jeûne). L’amour du dieu et surtout ascension vers lui à travers une série d’étapes maqqam. Or, pour arriver à ce stade de l’extase (wajd), la voie vers l’union, sorte d’anéantissement en Dieu, le soufi doit passer par des exercices liturgiques, notamment le dikr.
Parlé, mentalisé ou chanté, le dikr est donc l’apanage de l’élève, une récitation individuelle (ou collective) répétée, autant de fois que le maître soufi (cheikh) l’a prescrit sur la clef d’un membre. En d’autres termes, le dikr constitue un pacte liant le cheikh et ses fidèles. D’après ce qu’on a avancé peut-on d’ailleurs interpréter le chant al-3ait comme un dikr.
Par ailleurs, et sur le plan historique, on ne peut parler du soufisme marocain qu’à partir du XIe siècle. Selon Michaux-Bellare, le soufisme marocain a passé par trois périodes :
- De djounaid à chadili, IIIe au VIIe siècle. Cette période est dominée par la zaouïa des Mourabitines.
- De chadili à djazouli, du VIIe au Ve siècle. Deux écoles soufistes ont d’ailleurs dominé cette période : la tarîqa quadiriya et chadiliya.
- De djazouli à nos jours. À cette époque sous le règne des Saadiens, les confréries religieuses commençaient à se multiplier.

Entre autres on note les Aissaouas, les h’madchas, Bouhalas.
Rien qu’à Marrakech on peut compter une centaine de saouias situées entre des confréries religieuses réelles et des pseudo-confréries.
Même sur le plan institutionnel la tradition soufiste fait de sorte que chaque zaouïa doit être guidée spirituellement par son cheikh. D’ailleurs, la plupart des confréries construisent leurs couvents (zaouïa) auprès du tombeau du cheikh. Ainsi chaque confrérie a son moussem limité dans le temps et dans l’espace. Il ressort de ce qui précède que la deqqa est loin d’être une confrérie religieuse, car elle ne répond pas totalement aux principes cités précédemment.

## Statut
La deqqa présente, en fait, les traits d’une pseudo-congrégation ou d’une hadra. Les éléments sur lesquels on a fondé cette thèse sont d’abord :
- son exhibition en Achoura, fête religieuse par excellence, bien que la plupart des confréries célèbrent leurs mousems au Mouloud ;
- son chant al-3ait qui pourra être interprété comme un pseudo-dikre, du fait qu’il fait partie du Kalam al-hazl (le discours frivole) ;
- l’extase hal que le dqaiqi atteint en jouant le rythme affousse ;
- la position des dqauqias lors du spectacle en forme de cercle, à la manière d’une 3aimara : sorte de danse collective accompagnée de mouvement scandé du corps et membres.

## Historique
Les références qu’on a pu[Qui ?] saisir font remonter la deqqa marrakchia à deux époques différentes, mais qui se rapprochent :
- Selon Hassan Jallab[Qui ?], par exemple, le développement que Marrakech a connu sous le règne des Saadiens a permis la création de quelques occasions relevant du divertissement et fête, il s’agit de la deqqa.
- Pour d’autres[Qui ?], la deqqa admise comme Marrak’chia est contemporaine de sultan Moulay Abder-Rahman. Dans les deux cas le manque d'appuis irréfutables laisse le champ libre à toutes les probabilités.

## Composition du groupe
Dans une note de son article[Lequel ?], Cestelles[Qui ?] constatait que la deqqa marrakchia a été exécutée parfois par deux cents personnes à la fois. À cette époque là, tout le monde savait manipuler les instruments de musique propres à la deqqa.
Cependant, l’orchestre de deqqa, quel que soit le nombre des pratiquants, doit grouper au moins trois sortes d’instruments : la ta3rija, la tara les krak’chs. De ces trois instruments seul la ta3rija constitue l’instrument fondamental pour la deqqa.

### Le trairi ou le porteur de tara
Traditionnellement, le porteur de tara appelé également el-3azwa, L’Amine, le m’kaddam, a pour rôle de diriger al-gour en organisant le jeu du commencement à la fin. D’ailleurs la réussite d’un spectacle de deqqa dépend de lui et de son savoir-faire, or le moment le plus délicat et difficile pour le trairi réside dans le changement du rythme, du lent au rapide, ce changement appelé « dukhla affousse », difficulté résidant dans le fait que l’annonce du changement du rythme qui exige cette « dukhla », ceci nécessite d’ailleurs une grande attention et perspicacité de la part du groupe.
Au cas où le trairi constaterait une sorte de non harmonisation entre les dgaigias, chose qui implique automatiquement un spectacle échoué, et par un geste d’œil pour faire reposer le crotaliste, il passerait directement au rythme affousse, cette technique est appelée affousse makh’tuf, c’est-à-dire sauvé. D’après le m’kaddam mieux vaut une réussite de 80 % qu’un échec total.

### Le k’raksi ou le crotaliste
Si le trairi n’entre en jeu que vers le changement du rythme (la dukhla), le crotaliste, quant à lui, mènera le jeu dès le commencement du spectacle jusqu’à fin, autrement, des « Bismi al-3ali» (vers premier du chant al–3ait) jusqu’à ana/fi3ar/ez zaouïa/ vers qui annonce la montée du ton pour accéder au « hiwa, hiwa».
Il a également comme rôle la distribution des tons entre le G.D, ce dernier lors de la récitation du chant se divise en deux, un groupe « A » jouant le rôle du locuteur et un groupe « B » fonction comme interlocuteur simultanément, avec des coups successifs des crotales bien mesurés.

### Le 3arrai sans ta3rija
Dans un G.D.[Quoi ?] comportant une quarantaine d’instrumentistes on peut compter au moins deux 3arrajas. Chaque 3arraj veille sur un groupe de dqaiqia composé de quinze à vingt personnes.
Du fait que le chant al-3ait ne constitue pas une qassida unifiée, nécessitant par la suite une récitation suivie de vers, et du fait que certains dquigias ne savent que peu de vers, le rôle du 3arraj donc, privé de la ta3’rija, est de « souffler » le vers à réciter à son groupe. Éventuellement, on constate durant le spectacle à des va-et-vient entre les deux 3arrajas dans le but d’assurer l’ordre du chant entre les deux camps situés face à face.

### Les t’3arjias au les tam-tamistes
C’est sur ces derniers que tout le poids du spectacle repose, quel que soit leur nombre, ils sont censés créer une harmonie, que ce soit par les rythmes des instruments ou par le timbre de leurs voix.
Certes, il n’est dicté, au préalable à chaque tam-tamistes de jouer de tel rythme sur sa propre ta3-rija, mais il est censé répondre spontanément et d’une façon harmonique au rythme voulu.

### Le n’fafri
Le n’far en tant qu'instrument n’a été introduit au spectacle que récemment, on raconte que c’est sous l’ordre du Pacha Glaoui que cet instrument est introduit dans le spectacle de deqqa. En fait, le n’fafri n’apparaît sur la scène du spectacle qu’au rythme « affousse ».

## Rapport de deqqa avec d’autres formes folkloriques

### La deqqa er-roudania
Comme on l’a noté précédemment, la deqqa l’marrakchia entretient une relation avec celle de Taroudant. Au cours de l’histoire il s’effectue entre Marrakech et Taroudant un échange d’abord culturel, pensons au Malhoun, ensuite économique, surtout le commerce des peaux et les produits artisanaux.
Par ailleurs, c’est donc cet échange qui a facilité l’introduction de la deqqa er-roudania à Marrakech, cependant, si l’on veut parler des points de convergence et de divergence entre les deux versions, on ne peut les déceler qu’au niveau rythmique.
Ladite « deqqa er-Roudania » résonne sur le rythme (2+2+3+2)  et utilise dans son spectacle deux taras ; par contre celle de Marrakech se pratique sur le rythme (4+3)
Au niveau des instruments, les marrakchis utilisent une ta3’rija de petite taille connue sous le nom de n’sasia; les roudannis préfèrent les agouals.

### Le r’zoun es- souri
La plupart des références font découler cet art de la ville de Marrakech, elles présentent comme fondement historique la participation massive des artisans et de la main d’œuvre marrakchie à la construction d’Essaouira, et ce en 1765.
Généralement, le spectacle « Rzoune » est lié à une cérémonie appelée chez les souris, littéralement « cérémonie du boire du thé» (haflat, chrib atay) dans ce spectacle se rassemblent les deux principaux quartiers da la ville : les Bni 3antar et les ch’banates, les premiers sont situés Bab Lab’har à l’ouest de la ville ; une porte hantée par « 3aicha kan dicha », quant au deuxième quartier, il est situé entre deux vieux cimetières à l’est de la ville, et précisément à Bab marrak’ch.
Le jeu nocturne du quartier B’ni 3antar vise à exorciser les génies qui habitent leur quartier, celui de ch’banate à réveiller les morts.
Par ailleurs, « le boire du thé » est un rite qui annonce le début du spectacle. Les deux camps sont déjà préparés dans une atmosphère calme et paisible, d’où l’on a tire le mot » R’zoune » qui laisse entendre le sérieux.
Le spectacle procède par former deux camps, se mettant face à face, chaque camp représente un quartier. Vêtus de leur costume traditionnel, à savoir la fouqia, les deux quartiers commencent à se lancer des répliques composées sur place. Ainsi le spectacle se termine sur le « lancement » des t’3arijs entre les deux quartiers, une manière de faire les adieux à l'Achoura.

### La deqqa d’islane
Cet art se pratique spécialement dans la ville d’Abil ja3’d, terre de la zaouïa ech-chekaouia. L’art d’islane est originaire de Marrakech.
En effet, le mot « islane » veut dire en berbère les mariés. À Marrakech ce mot est lié à une tradition appelée « Walimatd’islane », ou se donnent des spectacles hors du commun, pleines de farces et de jeux.
D’une façon générale, le spectacle de la deqqad’islane débute souvent par un rythme qu’on peut qualifier de complexe ou de mélange sonore, autrement dit on assiste des rythmes ou à des sons moins harmonieux. Ce n’est qu’après un certain temps que le rythme se maintient; il a tendance à être voisin au rythme affousse de la deqqa L’maarkchia.
Il faut noter au passage que la deqqa d’islane est sans chant al-3ait : l’une des raisons, semble-t-il, qui rend le début du spectacle un peu déséquilibré.

## Instruments de musique

### La ta3rija
On l’appelle également « agouals » ou « 3iyaka ». Il est certain que chaque terme renvoie à un genre spécifique. Par exemple à Taroudant la deqqa se joue avec « l’agoul » « instrument de musique en argile, à la forme d’un cylindre ouvert et légèrement évasé à l’une de ses extrémités. L’autre extrémité étant bouchée par un parchemin de peau de chèvre tendu et collé, Elle peut atteindre 35 à 40 cm de longueur ».
Les pratiquants de la musique de Malhoun racontent que la ta3’rija a été inventée par cheik Jilali M’Thierd, contemporain de sultan Sidi Mohamed Ben Abdellah (1757-1790).

### T-tara
Cet instrument à percussion fait partie de la famille des tambourins. Sa forme est plus large que le bendir, elle peut atteindre 60 cm de diamètre. Tara est formée d’une peau unique généralement collée sur un cercle en bois avec de grelots ou de pièces métalliques en forme de très petites cymbales montées dans des fentes.
Par se grandeur, T-tara se tient verticalement et se joue sur le côté gauche du corps entre l’épaule et la tête. On la trouve fréquemment utilisée dans la musique sacrée. En orient, elle est appelée « al-mj’har » destine à produire des timbres puissants.

### Les k’rak’s
Ils font partie de la famille des cymbales ou des crotales. C’est un instrument de musique à percussion métallique formé de quatre pièces, chacune formant un huit, reliée à une autre pour former une paire.
Cet instrument originaire du Soudan, est différent de celui utilisé par les g’nawas, soit par son aigu, par son métal de fer épais et pesant ou par sa longueur.

### Le nafir
Cette « trompette du Ramadan » a pour origine l’Andalousie. Selon A. Chottin[Qui ?], elle est introduite au Maroc entre 1351 et 1352 sous le règne du sultan Mérinide Abu-3inane.
Remplaçant le t’bal, le n’far est destiné à éveiller les fidèles au s’hour, à cette occasion, le concert donné par le b’fafri dure 45 min et composé de six séquences :
- 1re séquence appelée I’k yamt dure 15 min.
- 2e séquence appelée Sal’t’ni dure 10 min.
- 3e séquence appelée El-mat’ni dure 5 min.
- 4e séquence appelée 3auda dure 5 min.
- 5e séquence appelée m’rita dure 5 min.
- dernière séquence appelée el-katta3a dure 10 min.

Il faut noter au passage que chaque séquence a un chant spécifique que se traduit par le n’faf’ri en rythme. Le rythme le plus connu est celui nommé « 3auda » par référence à Lalla 3auda mère du sultan Es-Saadi Moulay Ahmed El-Mansur.

## Rythmes
L’art de deqqa marrakchia groupe au moins trois influences : l’arabe, le berbère et l’africain. Chaque influence correspond à un rythme déterminé. Autrement dit dans un spectacle de deqqa on peut déceler trois rythmes, lesquels rythmes résultent du rapide et du lent, d’abord opposés puis accordés. Certes le terme rythme fait appel automatiquement au système sonore, mais on pourra parler également, du rythme d’une danse, d’un chant, d’une diction, d’un travail, de tout ce qui suppose une activité continue décomposée par le mètre en temps alternés.

### Le rythme lent
Dans cette phase, considérée comme la plus longue du spectacle, on observe la superposition de deux rythmes. Le premier sonore dérive des instruments de musique à percussion, le deuxième est choral émis par la récitation du chant al-3ait, qui nécessite un échange équilibré et cadencé entre les membres du groupe. Cette technique est connue sous le nom de L’w’ja : b.
Quant à la récitation du chant al-3ait, elle s’effectue de la manière suivante :
- La récitation d’un vers peut être répétée une vingtaine de fois. Ceci dépend du « 3arraj »
- Pour passer d’un vers à un autre on commence par réciter, tout d’abord, le vers tout entier dans son ordre logique.

Dans cette phase au rythme lent on remarque que la ta3’rija prend une position verticale, dont l’ouverture (partie sans membrane) se donnant vers le haut (voir tableau chorégraphique).

### Le rythme rapide
Cette phase se décompose, elle –même, en deux rythmes :
- Le rythme afouse

Une fois que le G.D entame la récitation du fameux vers (ana-fi3a : ez-zaouia/ » tout le monde, spectateurs et dqaiqias, se met en état d’alerte, en accordant une grande attention à l’Amine. Cette phase est marquée également par l’introduction du troisième instrument à savoir « la ttara, ainsi que les instrumentistes prennent la position semi-debout signe de se montrer prêt au nouveau rythme affousse.
C’est par le geste d’une frappe surajoutée que le m’kaddam annonce le changement du rythme. Si « l’entrée » est réussie c’est l’enchantement total, dans le cas contraire, c’est le honte et l’humiliation.
- Le rythme g’naoui

Si on admet que le rythme affousse est d’origine roudani, le g’nauoi, quant à lui, est de création locale. Ce sont les dqaiqias de Marrakech qui ont ajouté ce rythme à leur deqqa, en s’inspirant du genre folklorique g’nawa.
Dans cette séquence la ta3’rija prend une position contraire à celle observée dans le rythme lent. On note également l’introduction d’un nouveau et dernier instrument : le n’far.
Par ailleurs ce complexe ou mélange sonore, observé dans le rythme de gnaoui, dégagé de l’usage des instruments à percussion ou vocaux, fait partie, de point de vue symbolique, des vestiges de cette très ancienne tradition, au nom de laquelle un climat sonore crée une tension qui favorise le contacte avec le surnaturel.

### La danse
D’entrée de jeu, on constate chez le G.D qu'au fur et à mesure qu’il émet des rythmes sonores dits aussi rythmes physiques à l’aide des instruments de musique, il réalise simultanément des rythmes qui sont superposés l’un à l’autre. Autrement dit, en même temps que le dqaiqi crée un rythme sonore, il exécute un mouvement doublement marqué.
D’une part, un mouvement patent ou apparent de nature corporelle ; dans ce cas là on note le jeu des épaules, le piétinement ou le martèlement des pieds sur le sol. D’autre part, un mouvement latent, considéré comme prolongement du premier, relève de l’état d'âme intérieur du sujet surtout le dqaiqi, car il se peut que même le spectateur sera emporté par l’extase. À cet état donc le dqaiqi sera absorbé par le hal qui peut aller parfois jusqu’à l’évanouissement.
En revanche, cette précédente analyse pourra être rapprochée de celle faite par Alphonse Tiero qui a défini la danse de l’Africain comme une manifestation parfaite issue de l’union intime du « cou » et du « zou ». Par « cou » il désigne le corps du danseur en état de vibration ; lequel corps sera débordé de joie et vitalité. Par « zou » il entende la partie abstraite, conceptuelle de se laisser absorber par le rythme.
En nous situant dans us contexte sacré, il nous semble que la danse collective des dqaiqias ressemble à une sorte de « 3aimara ».
Sur le plan chorégraphique, seul le crotaliste durant le rythme lent, réalisera une sorte de danse. Elle est composée de quelques sauts. Cette danse permet d’ailleurs aux k’raksi de retirer la ta’rija d’un joueur hors rythme à l’aide du talon du pied.